# Ton Bisseling
Ton Bisseling (Nijmegen, 20 april 1952) is een Nederlandse botanicus die is gespecialiseerd in de moleculaire biologie.
Hij behaalde in 1975 zijn doctoraal in de biologie aan de Katholieke Universiteit Nijmegen. In 1981 promoveerde hij op het proefschrift  Molecular aspects of the nitrogen fixing system in pea root nodules aan de Landbouwhogeschool Wageningen. 
In 1975 was Bisseling als juniorwetenschapper verbonden aan de Katholieke Universiteit Nijmegen. Tussen 1975 en 1986 was hij als juniorwetenschapper verbonden aan de Landbouwhogeschool Wageningen. Tussen 1986 en 1992 had hij deze functie aan de voortzetting daarvan als de Landbouwuniversiteit Wageningen. Tussen 1992 en 1998 was hij staflid van de afdeling moleculaire biologie van de Landbouwuniversiteit. 
Vanaf 1998 is hij hoogleraar en hoofd van het laboratorium van de moleculaire biologie van de afdeling plantenwetenschappen als opvolger van Ab van Kammen, zijn promotor. Vanaf 2000 is hij dat namens de in Wageningen Universiteit omgedoopte universiteit. Hij deed onderzoek naar de ontwikkelingsbiologie van planten. Hij richtte zich onder meer op onderzoek naar moleculair-biologische aspecten van de interacties tussen bacteriën uit het geslacht Rhizobium en planten uit de vlinderbloemenfamilie (Leguminosae), waardoor deze planten stikstof uit de lucht kunnen opnemen (stikstoffixatie) voor de groei en daardoor op stikstofarme grond kunnen groeien. Hij hoopte met genetische modificatie van planten zo'n relatie met Rhizobium bij andere planten te bewerkstelligen, zodat deze planten zonder toepassing van kunstmest kunnen worden gekweekt. 
Tussen 1991 en 1996 was hij betrokken bij de Nederlandse Organisatie voor Wetenschappelijk Onderzoek (NWO). In 1996 werd hij gekozen als lid van de European Molecular Biology Organization (EMBO). Ook werd hij gekozen als lid van de 'Faculty of 1000 Biology'. 
Bisseling was tussen 1994 en 2003 co-redacteur van het wetenschappelijke tijdschrift The Plant Cell. In dezelfde periode zat hij in de redactie van Plant Molecular Biology. Tussen 1995 en 2003 was hij redactielid van The Plant Journal. Hij voerde peer reviews uit voor Current Opinion in Plant Biology (vanaf 1998), Science (vanaf 2001), Plant Methods en BBA - Gene Regulatory Mechanisms (vanaf 2002), een onderdeel van Biochimica et Biophysica Acta. 
Volgens 'ISIHighlyCited.com' behoort Bisseling tot de meest geciteerde wetenschappers op het gebied van de plant- en dierkunde. 